# 神戸連隊区
神戸連隊区（こうべれんたいく）は、大日本帝国陸軍の連隊区の一つ。前身は神戸大隊区である。当初は兵庫県の一部、後に同県全域の徴兵・召集等兵事事務を取り扱った。実務は神戸連隊区司令部が執行した。大阪府の一部を管轄した時期もあった。1945年（昭和20年）、同域に神戸地区司令部が設けられ、地域防衛体制を担任した。

## 沿革
1888年（明治21年）5月14日、大隊区司令部条例（明治21年勅令第29号）によって神戸大隊区が設けられ、陸軍管区表（明治21年勅令第32号）により兵庫県・大阪府の一部が管轄区域に定められた。第4師管第8旅管に属した。この時、兵庫県の残り区域は姫路大隊区・宮津大隊区に属していた。
1896年（明治29年）4月1日、神戸大隊区は連隊区司令部条例（明治29年勅令第56号）によって連隊区に改組され、旅管が廃止となり第10師管に属した。
1903年（明治36年）2月14日、改正された「陸軍管区表」（明治36年勅令第13号）が公布となり、再び旅管が採用され連隊区は第10師管第20旅管に属した。
日本陸軍の内地19個師団体制に対応するため陸軍管区表が改正（明治40年9月17日軍令陸第3号）となり、1907年（明治40年）10月1日、篠山連隊区などが創設され、管轄区域の大幅な変更が実施された。1916年9月2日、連隊区司令部が神戸市兵庫会下山遊園地内旧正元館に移転した。1917年6月23日、連隊区司令部は神戸市中山手通7丁目の改築庁舎に移転。
1925年（大正14年）4月6日、日本陸軍の第三次軍備整理に伴い陸軍管区表が改正（大正14年軍令陸第2号）され、同年5月1日、旅管は廃され再び第4師管の所属となり、管轄区域が大幅に変更された。
1940年（昭和15年）8月1日、大阪連隊区は中部軍管区大阪師管に属することとなった。1941年（昭和16年） 4月1日、中部軍管区姫路師管の所属となり、管轄区域が変更された。同年11月1日、姫路連隊区が廃止され、管轄区域が兵庫県全域となった。
1945年2月11日、姫路師管が廃止され、神戸連隊区は中部軍管区大阪師管に編入された。同年には作戦と軍政の分離が進められ、軍管区・師管区に司令部が設けられたのに伴い、同年3月24日、連隊区の同域に地区司令部が設けられた。地区司令部の司令官以下要員は連隊区司令部人員の兼任である。同年4月1日、大阪師管は大阪師管区と改称された。

## 管轄区域の変遷
1888年5月14日、陸軍管区表（明治21年勅令第32号）が制定され、神戸大隊区の管轄区域が次のとおり定められた。
- 兵庫県

神戸区・八部郡・武庫郡・菟原郡・川辺郡・有馬郡・明石郡・美嚢郡・加古郡・津名郡・三原郡
- 大阪府

西成郡・島上郡・島下郡・能勢郡・豊島郡
1896年4月1日、連隊区へ改組された際に管轄区域の神戸区が神戸市に変更され、兵庫県津名郡・三原郡を和歌山連隊区へ移管した。さらに、郡制施行による郡の統廃合により陸軍管区表が改正され、1897年4月1日に、管轄区域の兵庫県八部郡・武庫郡・菟原郡を武庫郡に、大阪府区域の島上郡・島下郡を三島郡に、能勢郡・豊島郡を豊能郡に変更した。変更後の管轄区域は以下のとおり。
- 兵庫県

神戸市・武庫郡・川辺郡・有馬郡・明石郡・美嚢郡・加古郡
- 大阪府

西成郡・三島郡・豊能郡
1907年10月1日、篠山連隊区などが新設されたことに伴い、管轄区域が陸軍管区表（明治40年9月17日軍令陸第3号）により次のとおり定められた。兵庫県加東郡・多可郡を福知山連隊区から、加西郡・印南郡を姫路連隊区から編入した。また、兵庫県川辺郡・有馬郡と大阪府区域を篠山連隊区へ移管した。
- 兵庫県

神戸市・美嚢郡・武庫郡・加東郡・明石郡・多可郡・加西郡・印南郡・加古郡
1920年（大正9年）8月10日、管轄区域が変更され、明石市を加え、多可郡を福知山連隊区へ移管した。
1925年5月1日、陸軍管区表の改正に伴い篠山連隊区が廃止され、旧篠山連隊区から尼崎市・川辺郡・有馬郡・多紀郡を、福知山連隊区から氷上郡を編入し、西宮市を加えた。また、明石市・美嚢郡・加東郡・明石郡・加西郡・印南郡・加古郡を姫路連隊区へ移管した。変更後の管轄区域は次のとおり。
- 兵庫県

神戸市・尼崎市・西宮市・武庫郡・川辺郡・有馬郡・多紀郡・氷上郡
1941年4月1日、管轄区域が変更され、大阪連隊区から兵庫県洲本市・津名郡・三原郡を編入した。変更後の管轄区域は次のとおり。
- 兵庫県

神戸市・尼崎市・西宮市・洲本市・武庫郡・川辺郡・有馬郡・多紀郡・氷上郡・津名郡・三原郡
1941年11月1日、姫路連隊区が廃止され、その旧管轄区域を編入し兵庫県全域を管轄した。

## 司令官
神戸大隊区
- （心得）小山勝興 歩兵大尉：1888年5月14日 -
- 加藤鷹之介 歩兵少佐：1895年5月17日[15] -

神戸連隊区
- 薬袋重郎 歩兵少佐：1900年2月23日 - 1901年1月1日
- 薬袋重郎 後備歩兵少佐：1901年1月1日 - 12月25日
- 古沢兵三郎 歩兵少佐：1901年12月25日 -
- 久能司 歩兵中佐：1903年12月9日 - 1906年3月15日
- 田中正知 歩兵中佐：1906年3月15日 - 1907年3月15日
- 水沢将雄 歩兵中佐：1907年3月15日 - 1912年9月28日
- 杉村勇次郎 歩兵大佐：1912年9月28日 - 1913年8月22日
- 岩井勘六 歩兵中佐：1913年8月22日 - 1916年4月1日
- 岡田誠道 歩兵中佐：1916年4月1日 -
- 村手彦増 歩兵大佐：不詳 - 1918年3月27日[16]
- 高須俊次 歩兵中佐：1918年3月27日[16] - 1920年8月1日[17]
- 納富広次 歩兵中佐：1920年8月1日[17] - 1921年7月20日[18]
- 鎌田弥彦 歩兵大佐：1921年7月20日[18] - 1923年8月6日[19]
- 金子規 歩兵大佐：1923年8月6日[19] -
- 志道保亮 歩兵大佐：1929年8月1日 - 1932年4月11日[20]
- 牧次郎 歩兵大佐：1933年8月1日 - 1936年3月7日[21]
- 藤井貫一 歩兵大佐：1936年3月7日 - 1936年12月1日[22]
- 小松二郎 歩兵大佐：1937年8月2日 - 1939年3月9日[23]
- 鈴木啓久 歩兵大佐：1939年3月9日 - 1940年8月1日[24]
- 窪田武二郎 陸軍少将：1942年8月1日 - 1944年8月22日[25]
- 助川静二 予備役陸軍少将：1944年8月22日 - 1945年3月31日[26]

神戸連隊区兼神戸地区司令官
- 篠原次郎 予備役陸軍中将：1945年3月31日[27] -